# Chalcites
Chalcites is een geslacht van vogels uit de familie koekoeken (Cuculidae).  Eerder werden de soorten in dit geslacht gerekend tot het geslacht Chrysococcyx.

## Soorten
Het geslacht telt acht soorten:
- Chalcites basalis – Horsfields bronskoekoek
- Chalcites crassirostris – Keibronskoekoek
- Chalcites lucidus – Gouden bronskoekoek
- Chalcites megarhynchus – Langsnavelkoekoek
- Chalcites meyerii – Meyers bronskoekoek
- Chalcites minutillus – Kleine bronskoekoek
- Chalcites osculans – Zwartoorkoekoek
- Chalcites ruficollis – Roodkeelbronskoekoek